# Plebejus posterocaerulescens
Plebejus posterocaerulescens är en fjärilsart som beskrevs av Tutt 1909. Plebejus posterocaerulescens ingår i släktet Plebejus och familjen juvelvingar. Inga underarter finns listade i Catalogue of Life.